# بطولة أمم الأمريكتين لكرة السلة
بطولة الأمريكتين لكرة السلة (بالإنجليزية: FIBA Americas Championship)‏ هي مسابقة كرة سلة دولية تقام كل عامين بين منتخبات الأمريكتين ، ينضمها اتحاد الأمريكتين لكرة السلة. تأسست في 1980 ويتنافس فيها 10 فرق.

## وصلات خارجية
- الموقع%20الإلكتروني